# Acrocercops cirrhantha
Acrocercops cirrhantha är en fjärilsart som beskrevs av Edward Meyrick 1915. Acrocercops cirrhantha ingår i släktet Acrocercops och familjen styltmalar.
Artens utbredningsområde är Guyana. Inga underarter finns listade i Catalogue of Life.